# 光石韦
光石韦（学名：Pyrrosia calvata）为水龙骨科石韦属下的一个种。